# X (Desítka)/Violit
Sborník X (Desítka)/Violit čítá osm svazků, která vycházely čtvrtletně v letech 1980–81, a zahrnuje výtvarné a literární práce deseti, respektive jedenácti autorů mladší undergroundové generace. Jsou zde zastoupeni výtvarníci Viktor Karlík, Marek Hlupý, Vít Krůta, Petr Kubín, Ján Mlynárik ml. a literáti Vít Brukner, David Sís, Martin Socha (který přispíval rovněž jako výtvarník), Jáchym Topol, Filip Topol a od 4. čísla Vít Kremlička. Příležitostně můžeme narazit i na tvorbu jiných autorů jako fotografky Gabriely Fárové (pod pseudonymem Gabina), Veroniky Bartoškové, Evy Červinkové či Lukáše Marvana.
Sborník obsahoval část literární a výtvarnou. Výtvarná část sestávala jednak z různých grafik jako lept, suchá jehla, barevné dřevoryty a linoryty, kombinovaná technika, jednak z fotografií. Tyto práce byly někdy komponovány do cyklů. Literární část se od pátého čísla vydělila do samostatné rubriky Violit. Titulní strana sborníku obsahovala logo zvané Ptakola.
Autoři dodávali svoje příspěvky v deseti exemplářích, které odpovídaly výši nákladu, a jeden desek se ujal vždy jeden z výtvarníků. Poté, co Ján Mlynárik ml. a Vít Krůta emigrovali a Martin Socha a Petr Kubín nastoupili základní vojenskou službu, se kmenový okruh autorů rozpadl. Z jeho části ale mimo jiné vzešla kapela Národní třída a také další samizdatové publikační aktivity, například sborník Jeden řez (který ale nakonec nebyl vydán), jehož záměrem bylo propojit zbytek společenství s širším okruhem umělců, Edice Pro více a především časopis Jednou nohou, respektive Revolver Revue.